# Butleria quilla
Butleria quilla is een vlinder uit de familie van de dikkopjes (Hesperiidae). De wetenschappelijke naam van de soort is voor het eerst geldig gepubliceerd in 1939 door William Harry Evans.